# Žminj
Žminj (italijansko Gimino) je naselje v Istri na Hrvaškem, središče občine Žminj, ki spada v Istrsko županijo.

## Geografija
Žminj, je naselje na 390 mnm visokem apnenenčastem hribu v notranjosti južnega dela Istre na Hrvaškem, ob magistralni cesti Pulj - Pazin. Žminj leži med Limsko drago in dolino reke Raše 13 km južno od Pazina in nedaleč od železniške proge Divača - Pula. V Žminu je odcep ceste do 28 km oddaljenega Rovinja.

## Zgodovina
V srednjem veku je Žminj pripadal pazinski grofiji.
Med številnimi ostanki kulturne dediščine je tudi staroslovanska nekropola iz 9. do 11. stoletja.

## Arhitektura
V naselju je delno ohranjeno srednjeveško obzidje  z obrambnim stolpom. Poleg tega pa je v naselju še baročna župnijska cerkev iz 16. stol., obnovljena v 18. stol., ter dve kapelici: gotska kapela sv. Trojice iz 15. stol., ter kapelica sv. Antona, ki jo je 1381 zgradil gradbeni mojster Armergirus.

## Zanimivosti
V Žminju poteka vsako leto konec meseca avgusta eden najbolj znanih istrskih ljudskih praznikov - Bartulja. Bartulja poteka v čast zaščitnika Žminja, sv. Bartola
Žminj, popis 1991; skupaj: 676

## Demografija
| Pregled števila prebivalcev po letih | Pregled števila prebivalcev po letih | Pregled števila prebivalcev po letih | Pregled števila prebivalcev po letih | Pregled števila prebivalcev po letih | Pregled števila prebivalcev po letih | Pregled števila prebivalcev po letih | Pregled števila prebivalcev po letih | Pregled števila prebivalcev po letih | Pregled števila prebivalcev po letih | Pregled števila prebivalcev po letih | Pregled števila prebivalcev po letih | Pregled števila prebivalcev po letih | Pregled števila prebivalcev po letih | Pregled števila prebivalcev po letih |
| ------------------------------------ | ------------------------------------ | ------------------------------------ | ------------------------------------ | ------------------------------------ | ------------------------------------ | ------------------------------------ | ------------------------------------ | ------------------------------------ | ------------------------------------ | ------------------------------------ | ------------------------------------ | ------------------------------------ | ------------------------------------ | ------------------------------------ |
| 1857                                 | 1869                                 | 1880                                 | 1890                                 | 1900                                 | 1910                                 | 1921                                 | 1931                                 | 1948                                 | 1953                                 | 1961                                 | 1971                                 | 1981                                 | 1991                                 | 2001                                 |
| 3637                                 | 3700                                 | 893                                  | 846                                  | 874                                  | 844                                  | 5142                                 | 5217                                 | 474                                  | 488                                  | 484                                  | 470                                  | 599                                  | 676                                  | 722                                  |